# Vînohradivka, Rozdilna
Vînohradivka (în ucraineană Виноградівка) este un sat în comuna Liman din raionul Rozdilna, regiunea Odesa, Ucraina. Anterior a purtat denumirea Pionerske.

## Demografie
Componența lingvistică a comunei Vînohradivka
     Ucraineană (60,55%)
     Rusă (36,17%)
     Română (2,31%)
     Alte limbi (0,51%)
Conform recensământului din 2001, majoritatea populației comunei Vînohradivka era vorbitoare de ucraineană (60,55%), existând în minoritate și vorbitori de rusă (36,17%) și română (2,31%).